# Polizeiruf 110: Leiser Zorn
Leiser Zorn ist ein deutscher Kriminalfilm von Thorsten Näter aus dem Jahr 2011. Es ist die 317. Folge innerhalb der Filmreihe Polizeiruf 110 und der 45. Fall für Schmücke und Schneider. Für die Oberkommissarin Nora Lindner (Isabell Gerschke) ist es der dritte Fall, in dem sie ermittelt.

## Handlung
Die Schülerin Anka Lebrecht wird tot am Boden vor einem Hochhaus entdeckt. Schmücke und Schneider werden zum Tatort gerufen und kommen schnell zu dem Ergebnis, dass hier ein Mord vorliegt. Auf dem Dach, von dem sie wahrscheinlich gestoßen wurde, findet sich neben üblichen Spuren auch ein sehr teurer Füller.
Herbert Schneider und Nora Lindner informieren Ankas Mutter und sehen sich im Zimmer ihrer Tochter um. Auf dem Rechner finden sich auffällige Gewaltfotos, woraufhin die Ermittler den Computer zur weiteren Untersuchung mitnehmen. Nora Lindner stößt auf eine umfangreiche E-Mail-Korrespondenz von einem mysteriösen Absender, die seit ca. drei Monaten besteht. Daraus schlussfolgert die Ermittlerin, dass derjenige Anka zu einem Selbstmord treiben wollte.
Schmücke erfährt von Nele Führmann, einer Mitschülerin des Opfers, dass sich Anka massiv gegen Gewalt an der Schule und für benachteiligte Mitschüler eingesetzt hat, die von anderen diskriminiert werden. Einer ihrer größten „Gegner“ war Oleg Kramer, ein Russlanddeutscher, der als Rädelsführer einer Art Russenmafia an der Schule gilt. Doch auch Nele selbst hätte ein Motiv, denn Anka hatte ihr den Freund ausgespannt, von dem sich Anka aber mittlerweile bereits wieder getrennt hatte.
in
Inzwischen erhärten sich Indizien gegen den Rentner Hubert Marka, der sich nicht nur verdächtig benimmt, sondern auch Ankas Handy bei sich hatte. Da er möglicherweise ihre Sachen stehlen wollte, wäre es möglich, dass er sie deshalb sogar vom Dach gestoßen hat. Er wird in Untersuchungshaft genommen, doch gibt es inzwischen Hinweise auf Ankas Lehrer, Heiner Benneke, denn er ist mit ihr auf mehreren Fotos auf ihrem Handy zu sehen und: der wertvolle Füller gehörte ihm. Auf Nachfrage räumt er ein, dass Anka ihm nachgestellt hätte und er sie zu einer Aussprache auf ihren Wunsch auf dem Dach getroffen habe. Aufgrund eines gesicherten Alibis scheidet er aus den Kreis der Verdächtigen wieder aus.
Lindner analysiert den E-Mail-Verkehr mit Ankas mysteriösem „Krieger“ und kommt zu dem Schluss, dass dieser mittlerweile einen Amoklauf an der Schule plant. Die Ermittler verdächtigen Lennart Lose, nachdem seine Mutter das Verschwinden einer Waffe meldet. Mit Nachdruck wird nach ihm gefahndet, doch stellt sich heraus, dass eigentlich Tim Engert der Gesuchte ist. Ein ehemaliger Schüler, der von der Schule verwiesen wurde und der inzwischen Heiner Benneke zu sich gelockt hat, um Rache zu nehmen. Er beschuldigt ihn, ihm Anka weggenommen zu haben. Er hatte sich dann mit ihr darüber gestritten und sie im Affekt vom Dach gestoßen. Als Tim bemerkt, dass inzwischen die Polizei in der Schule eingetroffen ist, verschanzt er sich. Schmücke redet ihm massiv ins Gewissen und erklärt ihm, dass er jetzt noch zurück könne. Während Schmücke unbewaffnet zu ihm geht, will sich Tim erschießen, doch bringt er es am Ende nicht fertig und kann festgenommen werden.

## Rezeption

### Einschaltquote
Die Erstausstrahlung von Leiser Zorn am 13. März 2011 wurde in Deutschland insgesamt von 7,83 Millionen Zuschauern gesehen und erreichte einen Marktanteil von 21,2 Prozent für Das Erste.

### Kritik
Rainer Tittelbach von tittelbach.tv meint zu diesem Krimi: „Nachhaltig in diesem ‚Polizeiruf‘ sind allein die Themen, die in die Geschichte einfließen. Der Krimi beginnt zwar ansehnlich, ermüdet aber zunehmend durch die Unart, zu viele Verdächtige durch die Handlung zu schleusen. Ärgerlich: der Amoklauf als Kick.“ Und er findet: „Der ganze Film funktioniert auf dieselbe Art: im Regelfall wird zwischen drei, vier Schauplätzen hin und her geschnitten. So geben Thorsten Näter und Cutterin Julia von Frihling dem Film seinen ziemlich stupiden Rhythmus. Wenn’s aufregend wird, heißt es erst mal ‚Schnitt‘: dieses Spannungs-Entspannungsprinzip ist auf die Dauer ermüdend.“
Bei Spiegel Online klagt Christian Buß: „Grübeln die noch oder schlafen die schon? Wie in Zeitlupe ermitteln sich die zwei alten Herren vom Hallenser ‚Polizeiruf‘ durch Ostdeutschland. […] Sein einziger Trost: Eine junge Kollegin greift den beiden Polizei-Greisen unter die Arme.“ „Es soll Leute geben, die das entschleunigte Ermitteln der beiden TV-Beamten im Hallenser ‚Polizeiruf‘ beruhigend finden, die Quoten jedenfalls sind konstant passabel. Es gibt aber Leute, die drohen beim Kriechen und Siechen der beiden vor dem Fernseher einzuschlafen.“
Die Kritiker der Fernsehzeitschrift TV Spielfilm vergaben dagegen die bestmögliche Wertung (Daumen nach oben) und befanden: „Intelligent gestrickt und gut gespielt“. Dabei fragten sie sich, „wenn ‚leiser Zorn‘ zu alledem führt, […] was richtet [jemand an], der wirklich übel drauf ist“?